# Sokolce
Sokolce (węg. Lakszakállas) – wieś i gmina (obec) w powiecie Komárno w kraju nitrzańskim na Nizinie Naddunajskiej na Słowacji. Po raz pierwszy wzmiankowana w 1332 roku.